# Idioma sueco
El sueco (svenskaⓘ) es una lengua germánica del norte de Europa, hablada por entre 9 y 14 millones de personas. La mayoría de sus hablantes vive en Suecia, en Finlandia y en las Islas Åland (autónomas), donde es el idioma oficial. El sueco es una lengua nórdica, al igual que el danés, el noruego, el islandés y el feroés. Las lenguas nórdicas son un subgrupo de las lenguas germánicas, las cuales forman parte de la familia lingüística conocida como lenguas indoeuropeas. El sueco, al igual que el resto de lenguas nórdicas, desciende del nórdico antiguo, hablado en Escandinavia durante la época vikinga. El sueco es en gran parte comprensible para un hablante de noruego o danés.
El sueco estándar (rikssvenska) es la lengua nacional que evolucionó a partir de los dialectos del centro de Suecia durante el siglo XIX y se estableció completamente a principios del siglo XX. Si bien en la actualidad existen todavía varios dialectos rurales, el idioma hablado y escrito es uniforme y estándar con más del 99 % de habitantes adultos alfabetizados. Algunos de los dialectos genuinos difieren considerablemente del sueco estándar en gramática y vocabulario y no siempre son mutuamente comprensibles con el sueco (por ejemplo, el lenguaje del norte de Dalecarlia). Estos dialectos están confinados a áreas rurales con poca movilidad social. Si bien no están en peligro de desaparición, las poblaciones que hablan estos dialectos se están reduciendo a pesar de los esfuerzos de las autoridades regionales para preservar su uso.
El sueco se distingue por su prosodia, que difiere considerablemente entre variedades. Esta incluye tanto cualidades de acento como de tono. La existencia de dos tonos lingüísticos es un fenómeno compartido con el idioma noruego estándar, pero no con el danés. El idioma tiene nueve sonidos vocales que se distinguen por su longitud y sus cualidades, con lo que se forman 17 fonemas vocales. El sueco es también notable por la existencia de un fonema dorso-palatal velar fricativo sordo, un sonido que se encuentra en muchos dialectos, incluyendo las formas más prestigiosas del idioma estándar. Aunque similar a otros sonidos con distintas cualidades labiales, hasta ahora no se ha ubicado en otros idiomas; se asemeja parcialmente a una pronunciación simultánea de una sh-inglesa y una j-castellana. En el idioma escrito, este sonido se representa por combinaciones como sk-, skj, stj-, sj- y otras.

## Aspectos históricos, sociales y culturales

### Distribución geográfica
El sueco es el idioma nacional de Suecia, es la lengua materna de unas 7 881 000 personas nativas y 1 028 000 inmigrantes (según estadísticas oficiales de 2001).
El sueco es el idioma de las islas Åland, una provincia autónoma bajo la soberanía finlandesa. En la península finlandesa, sin embargo, el sueco es la primera lengua de solamente una minoría de personas, alrededor del 5,6 %. La minoría finosueca se concentra en algunas zonas costeras y archipiélagos en el Sur y Suroeste de Finlandia, donde forman mayorías locales en algunas comunidades. En el conjunto de la población finlandesa el 46,6 % de la población conoce y utiliza la lengua sueca.
Hubo comunidades suecoparlantes en los países bálticos, especialmente en las islas a lo largo de la costa. Tras la pérdida de los países bálticos que pasaron a manos rusas a principios del siglo XVIII, muchos de los suecoparlantes fueron trasladados a Ucrania. Los supervivientes fundaron finalmente un número de pequeños pueblos suecoparlantes, que sobrevivieron hasta la revolución rusa, cuando sus habitantes fueron evacuados a Suecia. El dialecto que hablaban era conocido como gammalsvenska (sueco antiguo).
En Estonia, la comunidad sueca que quedó recibió muy buen trato entre la primera y la segunda guerras mundiales. Municipios de mayoría sueca, principalmente costeros, empleaban el sueco como lengua administrativa y mejoró la cultura sueco-estonia. Sin embargo, la mayor parte de los suecoparlantes emigró a Suecia tras la Segunda Guerra Mundial cuando Estonia pasó a manos de la Unión Soviética.
Hay pequeños grupos de suecoparlantes en otros países, tales como los Estados Unidos, especialmente en la ciudad de Lindsborg (Kansas), donde se concentra una colonia de inmigrantes suecos. También existen descendientes en Canadá, Australia y Nueva Zelanda.
Existe una migración considerable entre los países nórdicos, debido a las similitudes entre las lenguas y culturas, la integración se produce generalmente de manera rápida y no llegan a formarse grupos (nótese que Finlandia, a pesar de ser un país nórdico, no pertenece al grupo de países escandinavos, estrictamente hablando).

### Oficialidad
El sueco es el idioma nacional y oficial en uso en Suecia.
En Finlandia, tanto el sueco como el finés son idiomas oficiales. El sueco fue el idioma de uso gubernamental en Finlandia durante aproximadamente 700 años, hasta que en 1892 el finés, hablado por la amplia mayoría (aproximadamente tres cuartas partes de los habitantes de aquel entonces) de los habitantes de Finlandia, fue equiparado al sueco como idioma nacional según planes rusos para aislar al Gran Ducado de Finlandia de la influencia sueca. Hoy en día unas 350 000 personas, o el 5,6 % de la población total de Finlandia, tienen el sueco como lengua materna según las estadísticas oficiales de 2002. Tras una reforma educativa en los años 1970, tanto el sueco como el finés se convirtieron en idiomas obligatorios en las escuelas finlandesas como primera y segunda lengua. Al establecerse la enseñanza obligatoria del sueco en las escuelas, muchos lo consideraron un paso para evitar los movimientos nacionalistas finlandeses. Actualmente el 47% de la población finlandesa conoce la lengua sueca según el "Eurobarómetro" de 2016.
El sueco es el idioma oficial en la pequeña autonomía de las islas Åland, que pertenecen a Finlandia, protegidas por tratados internacionales y la ley finlandesa. Pero, a diferencia de la Finlandia continental, el finés no es oficial en Åland y no es obligatorio en las escuelas.
El sueco es también uno de los idiomas oficiales de la Unión Europea.

### La Academia Sueca
No existe ninguna institución que regule la lengua sueca, pero la Academia Sueca (Svenska Akademien) y el Consejo de la lengua sueca (Svenska språknämnden) desarrollan un papel importante en el seguimiento de la lengua. Su principal función es la de fomentar el uso de la lengua sueca, principalmente mediante la publicación de diccionarios. A pesar de que los diccionarios pueden ser considerados en ocasiones como una manera de definir oficialmente un idioma, su función es meramente descriptiva, no prescriptiva.

### Dialectología

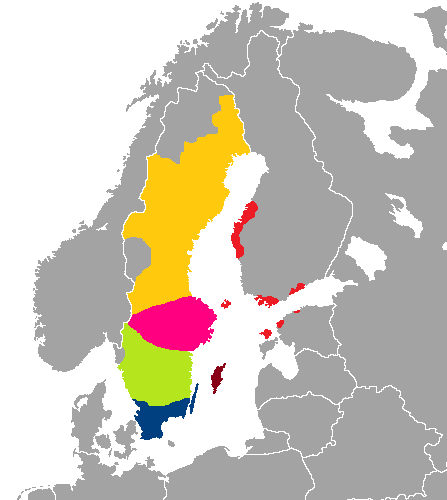

El sueco posee más de una variedad de la lengua estándar, si bien quienes hablan las variedades de Helsinki, Estocolmo/Upsala, Lund y Gotemburgo (Göteborg) no suelen considerar a las otras variedades como menos prestigiosas.
El término sueco rikssvenska se considera normalmente en Finlandia como el sueco hablado en Suecia, a diferencia del hablado en Finlandia (históricamente los territorios del este), pero en Suecia también puede denotar la variante hablada en Estocolmo/Upsala, empleada normalmente en los medios de comunicación. Esta última definición, equivalente a veces "sueco correcto", si bien literal significa "sueco del reino", es considerada a menudo controvertida.
Además de las variantes de la lengua estándar, se pueden distinguir numerosos dialectos de la lengua, normalmente definidos según divisiones históricas y provincias.
- östsvenska mål (hablado en Finlandia y Estonia)[3]
- gotländska (hablado en la isla de Gotlandia)
- götamål (hablado en Götaland)[4]
- norrländska mål (hablado en Norrland, Norte de Suecia)
- sveamål (hablado en Sueonia, alrededor del lago Mälaren y la Capital)[5]
- skånska mål (hablado en Skåne, Sur de Suecia)[6]

El sueco forma un diasistema oral (no así escrito) con el noruego. Ambos idiomas presentan una sonoridad muy característica en sus principales ciudades centrales (Upsala, Estocolmo), sonoridad que se va perdiendo según se avanza hacia el norte (Laponia) o hacia el sur (Escania).[cita requerida]

### Nuevos dialectos
El sueco de Rinkeby (rinkebysvenska) es una jerga o variedad hablada en los barrios de inmigrantes por jóvenes en Estocolmo, Gotemburgo y Malmö, con aportes del idioma turco, bosnio y español.
Nota: Gutniska, jämska, sydsvenska (skånska) y Dalecarlense (dalamål) pueden ser consideradas lenguas por sí mismas. Prácticamente todos los hablantes de estas lenguas son bilingües.

## Descripción lingüística

### Clasificación

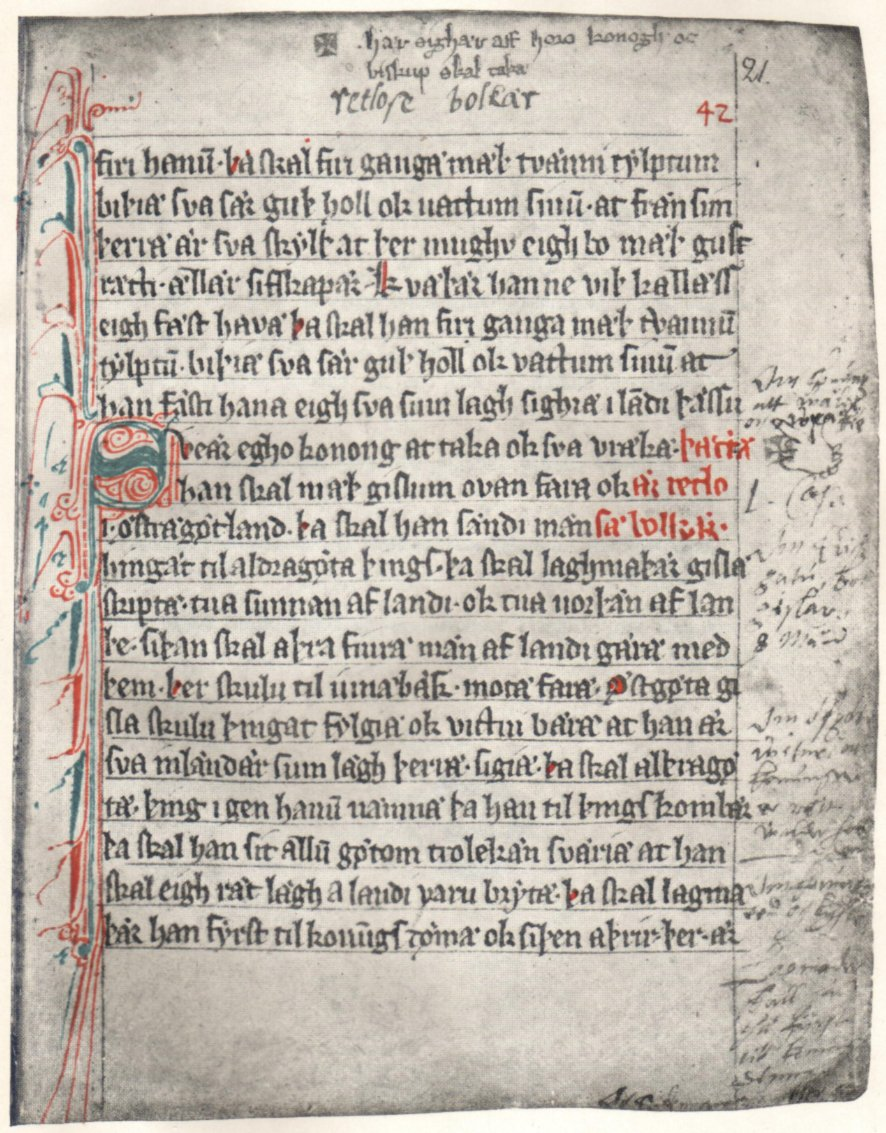
Västgötalagen (La ley de Gotia Oeste), el primer texto conservado en sueco, escrito con alfabeto latino.

El sueco es una lengua indoeuropea, que pertenece a la rama nórdica de las lenguas germánicas. Junto con el danés pertenece al subgrupo nórdico-oriental, separadas de las lenguas del subgrupo nórdico-occidental              (noruego, feroés e islandés). No obstante, un análisis más reciente, basado en el grado de mutua inteligibilidad, divide las lenguas nórdicas en dos grupos: Nórdico Continental (danés, noruego y sueco), y Nórdico insular (feroés e islandés). Esta separación surge como consecuencia del aislamiento de las islas y la influencia común del bajo sajón sobre las lenguas nórdicas durante la época de la liga hanseática.
Según los criterios generales de mutua inteligibilidad, las lenguas nórdicas continentales pueden considerarse, hasta cierto punto, como variantes de una lengua común. Pero debido a los siglos de conflictos, principalmente entre Dinamarca y Suecia, que comprenden una larga serie de guerras durante los siglos XVI y XVII, y debido también a los brotes de ideas nacionalistas en los siglos XIX y XX, los tres idiomas han desarrollado diferentes ortografías, léxicos, gramáticas, y patrones de pronunciación. Por ello, el danés, el noruego y el sueco son descritos, desde una perspectiva lingüística, como un continuo dialectal del "nórdico", y muchos dialectos de las lenguas nacionales pueden considerarse como intermedios entre dos idiomas, como por ejemplo los dialectos suecos que se hablan en Dalarna y Värmland, cerca de la frontera noruega. La inteligibilidad mutua es sin embargo marcadamente asimétrica; algunos estudios han confirmado, por ejemplo, que un danés tiene menos dificultades para entender el sueco hablado que un sueco para entender el danés hablado.

### Fonología
Uno de los principales problemas que encuentran los estudiantes de sueco es la aparente falta de una pronunciación estándar. Las vocales y algunos sonidos consonánticos, especialmente los sibilantes, se realizan de formas muy distintas en diversas variantes ampliamente aceptadas. Además, el acento melódico del centro de Suecia es sorprendentemente distinto al del sur y norte, que, a su vez, difiere del de Dalecarlia y Gotlandia. El sueco finlandés y el sueco de algunas áreas del norte de Suecia no utilizan el acento melódico en absoluto, lugares en los que el finés domina desde hace menos de un siglo.
Un rasgo notorio del sueco es que ha desarrollado pares mínimos cuya diferencia se basa en el tono, lo que convierte al sueco en una de las pocas lenguas indoeuropeas tonales (el punyabí y otras lenguas indoarias también han desarrollado tono sobre una base independiente).

### Escritura
El alfabeto sueco cuenta con 29 letras: el alfabeto latino, y tres letras más Å-å, Ä-ä y Ö-ö. Estas letras se colocan con este orden al final del alfabeto tras la letra Z, siendo la primera letra del alfabeto la A y la última la Ö. Algunas palabras arcaicas y extranjerismos utilizan la letra W, considerada como una variante de la V. Puede encontrarse también el acento agudo en palabras de origen extranjero (ej.  kupé,  idé) y en algunos nombres (ej. Lindén). En estos casos sirve para marcar el acento prosódico. Se ha de mencionar también que la letra Y cuenta como vocal.
El alfabeto rúnico era utilizado en el nórdico antiguo y sueco antiguo antes de adoptarse el alfabeto latino, que reemplazó al antiguo sistema de escritura durante la Edad Media.

### Gramática
Existen en sueco dos géneros gramaticales: común y neutro, conocidos usualmente como "forma-en" y "forma-ett" respectivamente. En el sueco antiguo existían las formas masculina y femenina en lugar de la común, encontrándose aún en algunas frases antiguas y usos ceremoniales. El género de los sustantivos es generalmente arbitrario y debe ser memorizado en la mayoría de los casos. Los sustantivos forman el plural de varias maneras: añadiendo el sufijo -r, -er, -or o -ar en palabras de género común, en ocasiones cambiando la vocal final de la palabra (ej. pojke -niño, pojkar -niños, by -pueblo, byar -pueblos, kvinna -mujer, kvinnor -mujeres); añadiendo -n en palabras de género neutro terminadas en vocal (ej. meddelande -mensaje, meddelanden -mensajes); sin cambio en palabras de género neutro terminadas en consonante (ej. tåg -tren, trenes); o también existen plurales irregulares donde se cambia una vocal o donde se cambia una vocal y se añade un sufijo al mismo tiempo (ej. fot -pie, fötter -pies, gås -ganso, gäss -gansos). 
En una característica común con los otros idiomas escandinavos, el sueco presenta un artículo definido que es un enclítico (es decir, es un sufijo del sustantivo). Los sustantivos de "forma-en" toman los sufijos -en o -n en el singular y -na en el plural. Los sustantivos de la "forma-ett" toman las terminaciones -et o -t (singular) y -na o -n en plural. Ejemplos:
bil (auto): bilen ("el auto"), bilarna ("los autos")
kvinna (mujer): kvinnan ("la mujer"), kvinnorna ("las mujeres")
hus (casa): huset ("la casa"), husen ("las casas")
äpple (manzana): äpplet ("la manzana"), äpplena ("las manzanas")
La mayoría de los verbos en infinitivo tienen su terminación en -a, -r en el presente y -de, -te o -dde en el pretérito regular. Los verbos no hacen diferencia con respecto a persona o número, excepto en formas que intentan sonar arcaicas o muy solemnes ("jag är hemma" ("estoy en casa") vs. "vi äro hemma" ("estamos en casa")). Otros tiempos verbales utilizan verbos auxiliares. La voz pasiva (o un verbo reflexivo) se forma también como un enclítico: rör inte! ("no toques"), ej röras! ("no se toca!", "que no sea tocado!").
Una de las características más interesantes del idioma sueco es el orden de las palabras en la oración. El orden "típico" de la oración afirmativa es SVO (sujeto-verbo-objeto) y el de la frase interrogativa es VSO. Lo peculiar del sueco es que en las oraciones afirmativas el verbo siempre tiene que ocupar la segunda posición, por eso el sueco es llamado un "idioma V2" por los lingüistas. El sujeto ocupa normalmente la primera posición, pero para dar más énfasis a otra palabra, se sitúa esta antes del verbo y el sujeto se traslada después del verbo. Veamos algunos ejemplos:
Yo vi eso / Eso vi yo
Jag såg det / Det såg jag
Yo hago eso mañana / Mañana hago yo eso / Eso hago yo mañana
Jag gör det i morgon / I morgon gör jag det / Det gör jag i morgon

### Léxico
La mayoría de las palabras suecas son de origen germánico. Algunos ejemplos de palabras germánicas en sueco son hand (mano), hals (cuello) y bok (libro). Otras palabras han pasado a incorporarse a la lengua sueca desde el latín, el alemán (primero bajo alemán, la lengua franca de la liga hanseática y más tarde el alto alemán). A menudo, las nuevas palabras se forman por combinaciones de palabras. Los nuevos verbos pueden formarse añadiendo una -a o -ra a un sustantivo existente (p.ej., planta ("planta pequeña"), plantera ("plantar"). Muchas palabras suecas proceden también del francés: en esos casos, la ortografía sueca intenta imitar la pronunciación francesa. Así, por ejemplo, encontramos términos como byrå (de "bureau", buró), adjö (de "adieu", adiós), fåtölj (de "fauteuil", sillón).
El vocabulario es bastante uniforme a lo largo de Suecia, al menos el que se emplea en los medios de información y en escritos literarios. El finosueco, sin embargo, utiliza algunas palabras propias.
En los últimos tiempos, y debido a la gran influencia ejercida por el inglés sobre los medios de comunicación e Internet, ha nacido lo que viene a denominarse Svengelska (el equivalente sueco del spanglish). La incorporación de términos ingleses, sin embargo, pasa relativamente inadvertida por tratarse de idiomas emparentados. Además, está completamente aceptado conjugar extranjerismos y escribirlos como si fueran palabras de origen sueco. Ej. «Enviame un correo electrónico (mail)»: «skicka mig ett mejl», o directamente «mejla mig».